# Ciudad imperial libre

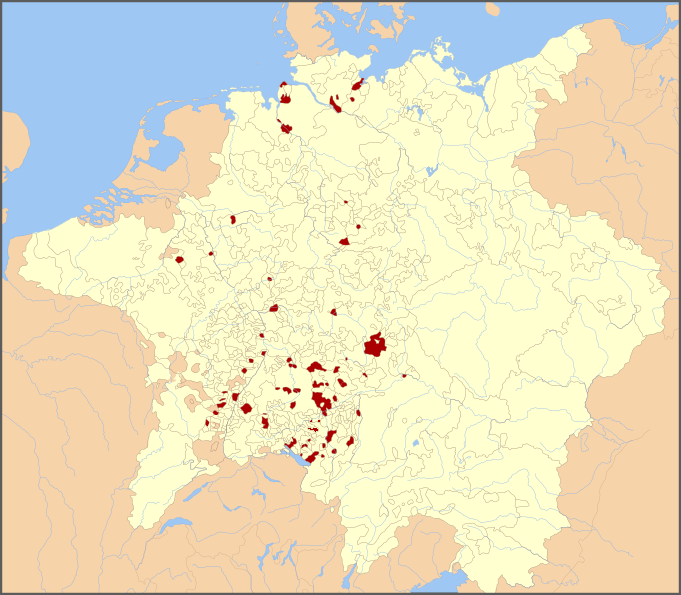
Ciudades imperiales libres, 1648.

Una ciudad imperial y libre (en alemán: Freie und Reichsstädte), abreviado ciudad imperial libre, a veces también ciudad libre del Imperio (en alemán: freie Reichsstadt; plural: Reichsstädte) era una ciudad autónoma gobernada formalmente por el emperador en comparación con la mayoría de las ciudades en el Imperio, que pertenecían a un Estado soberano del Sacro Imperio y eran gobernadas así por alguno de los muchos príncipes (Fürsten) del imperio, tales como príncipes, duques o príncipes-obispos. Las ciudades libres gozaban de un régimen político y jurídico propio, llamado Reichsunmittelbarkeit (que se traduce como «inmediación imperial»), y también tenían representación propia en la Dieta Imperial del Sacro Imperio Romano Germánico.

## Ciudades imperiales y ciudades libres
Para ser precisos, es necesario distinguir entre las ciudades imperiales (Reichsstädte) y las ciudades libres (freie Städte). Las primeras lograban su independencia, generalmente, de las graciosas concesiones del emperador o su gobernante territorial de turno, como premio a sus ciudadanos por favores realizados. Las últimas habían pertenecido a territorios seculares de la Iglesia y fueron gobernadas primero por un príncipe-obispo, pero consiguieron luchar por sus propios medios y ganar su independencia del obispo gobernante durante la Alta Edad Media. Las ciudades libres, con el año de su independencia, fueron: Basilea (1000), Worms (1074), Maguncia (1244, revocada en 1462), Ratisbona (1245), Estrasburgo (1272), Espira (1294) y Colonia (1475). 
Aunque los estatutos legales variaban grandemente caso por caso, una ciudad libre tenía originalmente más derechos y privilegios que una ciudad imperial: por ejemplo, las ciudades libres tenían que apoyar al emperador solamente durante las cruzadas y podían organizar la protección de su propia ciudad, mientras que las ciudades imperiales también tenían que pagar impuestos al emperador y proveer de tropas para sus campañas militares. Con el tiempo, las diferencias se igualaron cada vez más, de modo que las ciudades libres y las imperiales fueron conocidas colectivamente en la Dieta Imperial como ciudades imperiales libres. Más que en distinciones legales, lo que diferenciaba unas ciudades de otras era su distinto desarrollo económico: las ciudades ricas tales como Lübeck o Augsburgo, por ejemplo, fueron enclaves genuinamente autónomos dentro del Sacro Imperio Romano Germánico y emprendían guerras y hacían las paces, controlaban su propio comercio y no permitían interferencias del exterior. 
En la Baja Edad Media, muchas ciudades libres formaron alianzas (Städtebünde) de socorro mutuo y alianza económica. La más notable de las citadas alianzas fue la Liga Hanseática, en la que algunos de sus miembros nunca llegaron a ser ciudades libres (no solo imperiales, sino también suecas, polacas, inglesas, rusas, etc.) y se unieron a la Liga con el permiso de sus gobernantes territoriales; otra alianza notoria fue la Liga de la Decápolis Alsaciana, formada por diez ciudades libres independizadas de los tres obispados de Metz, Toul y Verdún.

## Devenir histórico
Las ciudades ganaron (y perdieron a veces) su libertad entre las vicisitudes de la política del poder medieval. Algunas ciudades favorecidas ganaron su fuero por regalo o donación, y otras fueron lo bastante ricas como para comprar el suyo de un príncipe necesitado de dinero; algunas lo ganaron por la fuerza de las armas, otras usurparon el poder durante épocas de anarquía; un número de ciudades aseguraron su libertad con la extinción de sus familias nobiliarias dominantes, como los Gibelinos.
Las ciudades libres podían perder sus privilegios. Algunas ciudades libres se colocaron voluntariamente bajo la protección de un magnate territorial. Algunas, como Donauwörth en 1607, fueron desposeídas de sus privilegios por el emperador por ofensas reales o fingidas a su persona; otras fueron empeñadas por el emperador para obtener fondos, tal como Mühlhausen, Duisburgo y Offenburgo, aunque la última pudo recuperar su inmediación imperial.
Las ciudades libres y las imperiales solo fueron admitidas oficialmente como Estado Imperial (Reichsstand) en la Dieta Imperial del Sacro Imperio Romano Germánico a partir de 1489, donde sus votos eran considerados generalmente solo consultivos en comparación con el poder ejecutivo que tenían los votos de los bancos del colegio de Príncipes-Electores o Kurfürsten (los únicos que podían elegir a un nuevo emperador) y los de los bancos del colegio de Príncipes o Fürsten (que englobaba al resto de los señores soberanos —príncipes no electores, duques, príncipes-obispos— del resto de los Estados Imperiales o Reichsstände). Las alianzas de las ciudades se dividieron en la Dieta Imperial en dos grupos o bancos, el Renano y el Suabo. En la época de la Paz de Westfalia (1648), las ciudades constituyeron un verdadero tercer colegio en la Dieta Imperial. Entre las más poderosas Reichsstädte se incluían Augsburgo, Bremen, Colonia, Fráncfort del Meno, Hamburgo, Lübeck y Núremberg. 

### Consolidación interna
El número de ciudades libres imperiales varió considerablemente a lo largo de los siglos, al igual que su distribución geográfica. Generalmente en áreas con una estructura política más diversa y dispersa, existieron muchas más ciudades libres que en las áreas donde se habían establecido territorios más grandes y consolidados bajo unas pocas manos. 
Por ejemplo, la Encyclopædia Britannica de 1911 menciona una lista elaborada en 1422 con setenta y cinco ciudades libres, y otra elaborada en 1521 con ochenta y cuatro. A medida que el proceso de consolidación territorial continuó con el tiempo, el número había caído a las cincuenta y una ciudades presentes en el Reichstag de 1792, hacia el final del Sacro Imperio Romano Germánico. Muchas de estas ciudades estaban situadas al suroeste del imperio y en Franconia, ninguna al este y algunas al norte y al oeste, con la mayor parte de ellas siendo los últimos miembros de la anteriormente poderosa Hansa.

### Presión externa
Durante el siglo XVI y XVII, otra tendencia diferente de la consolidación territorial interna llevó a un número de ciudades libres a separarse del Sacro Imperio mediante un cambio territorial externo: Los mariscales de Luis XIV de Francia conquistaron una gran cantidad de ciudades basándose en las demandas jurídicas producidas por las Cámaras de Reunión auspiciadas por el Rey Sol.
Se aprovecharon así de los vacíos legales, reales o inventados, que contenían las capitulaciones en los tratados de paz de las distintas guerras mantenidas entre el Sacro Imperio y el Rey Sol. Así, en Alsacia, Estrasburgo y las diez ciudades de la Decápolis Alsaciana fueron anexadas a Francia, con el subterfugio de ser ciudades libres conectadas con los tres obispados de Metz, Toul y Verdún, conquistados en 1552 por las tropas de rey Enrique II de Francia.
También, cuando la Confederación Suiza ganó su independencia del Sacro Imperio en 1648, con el Tratado de Westfalia, las ciudades libres imperiales en Suiza tales como Basilea, Berna y Zúrich dejaron el Sacro Imperio al constituirse en cantones de la Confederación.

## Destino final
Con el auge de la Francia revolucionaria en Europa, esta tendencia externa se aceleró enormemente. Primero, entre 1789 y 1792, los territorios al oeste del Rin fueron anexados a Francia por los ejércitos revolucionarios, y terminaba así la larga tradición de autonomía política de diversas ciudades imperiales libres, tales como Colonia, Aquisgrán, Düren, Espira y Worms. 
Después, las guerras napoleónicas condujeron a la reorganización del Sacro Imperio en 1803 (véase Mediatización y secularización), donde fue abolida la soberanía de todas las ciudades libres, salvo para las seis siguientes: las ciudades libres hanseáticas de Hamburgo, Bremen y Lübeck, y las ciudades libres de Fráncfort del Meno, Augsburgo y Núremberg. 
Finalmente, el Sacro Imperio Romano Germánico se disolvió en 1806, al crear Napoleón con sus restos la Confederación del Rin. Antes de 1811, todas las ciudades libres imperiales habían sido eliminadas: Augsburgo y Núremberg fueron mediatizadas por el Reino de Baviera, Fráncfort del Meno se convirtió en el centro del Gran Ducado de Fráncfort, un Estado títere de Napoleón, y las tres ciudades hanseáticas fueron directamente anexadas por el Imperio francés como parte de su esfuerzo por hacer cumplir el bloqueo continental contra Gran Bretaña; Hamburgo y Lübeck con los territorios circundantes formaron el Departamento francés de Bocas del Elba, y Bremen el de Bocas del Weser; también desgajó de Prusia la ciudad de Danzig para convertirla en una ciudad-estado títere.
Cuando la Confederación Germánica fue establecida en 1815, Hamburgo, Lübeck, Bremen y Fráncfort fueron restablecidas como ciudades libres y Danzig retornó a la soberanía de Prusia. Fráncfort perdió la condición de ciudad libre y fue anexada por Prusia como consecuencia del partido (perdedor) que tomó en la guerra Austro-Prusiana de 1866. 
Las tres ciudades hanseáticas permanecieron como Estados constituyentes del nuevo Imperio alemán y conservaron este papel en la República de Weimar y en el Tercer Reich, aunque bajo Adolf Hitler este estado era puramente nominal. Debido a la necesidad de compensar a Prusia las pérdidas territoriales causadas por la creación de la ciudad libre de Danzig (según una de las cláusulas del Tratado de Versalles (1919) que dio fin a la Primera Guerra Mundial), con estatus de protectorado de la Sociedad de Naciones y de Polonia, Hitler anexó Lübeck a Hamburgo en 1937 bajo la Ley del Gran Hamburgo. 
En la República Federal de Alemania, que se creó después de la Segunda Guerra Mundial, Bremen y Hamburgo se convirtieron en dos de sus estados federados (Länder), un estatus que conservan a día de hoy. Gdansk, la forma polaca de designar Danzig, pasó a ser parte de Polonia. Por último, hay que señalar que Berlín, capital histórica de Brandeburgo y que nunca había sido una ciudad libre en su toda su historia, también recibió el estatus de estado federado de la República Federal después de la reunificación de 1990 debido a su estatus de ciudad dividida entre las potencias vencedoras de la Segunda Guerra Mundial en la Alemania de la posguerra.